# Улица Пантелеймона Кулиша (Киев)
Улица Пантелеймона Кулиша (до 2022 года — Челябинская улица) (укр. Вулиця Пантелеймона Куліша) — улица в Днепровском районе города Киева. Пролегает от улицы Всеволода Нестайко до площади Пантелеймона Кулиша, исторически сложившаяся местности (районы) Никольская слободка и Левобережный жилой массив.
Примыкает улица Каховская.

## История
Новая улица № 908 возникла в 1950-е годы. 
29 декабря 1953 года Новая улица № 908 на Никольской Слободке в Дарницком районе переименована на Челябинская улица — в честь города Челябинск, согласно Решению исполнительного комитета Киевского городского совета депутатов трудящихся № 2610 «Про наименование городских улиц» («Про найменування міських вулиць»). 
В 1970-е годы в ходе строительства нового жилмассива Левобережный улица была перепланирована и перестроена.
В процессе дерусификации городских объектов, 10 ноября 2022 года улица получила современное название — в честь украинского поэта Пантелеймона Александровича Кулиша

## Застройка
Улица пролегает в северо-западном направлении параллельно ж/д линии, затем, сделав дугообразный поворот, пролегает в юго-западном направлении — к Русановской протоке Днепра. 
Улица с улицами Андрея Аболмасова и Митрополита Андрея Шептицкого, переулком Слободской образовывают площадь Пантелеймона Кулиша.
Непарная сторона улицы занята многоэтажной жилой застройкой и учреждениями обслуживания. Парная сторона начала улицы занята нежилой застройкой.  
Учреждения:
1. дом № 5 — школа № 65
2. дом № 7А — школа джазового и эстрадного искусств — ранее детская музыкальная школа № 34
3. дом № 9А — детсад № 616